# Дмитриевское сельское поселение (Воронежская область)
Дмитриевское се́льское поселе́ние — муниципальное образование в Панинском районе Воронежской области Российской Федерации.
Административный центр — село Дмитриевка.

## География
Дмитриевское сельское поселение расположено в северо-западной части Панинского муниципального района. Административный центр поселения — село Дмитриевка, расположенное в восточной части поселения, на реке Правая Хава. Населенный пункт пересекает автодорога Р-193 (Воронеж-Тамбов). В настоящее время общая площадь земель в границах муниципального образования составляет — 8106,73 га.

## История
Статус и границы сельского поселения установлены Законом Воронежской области от 15 октября 2004 года № 63-ОЗ «Об установлении границ, наделении соответствующим статусом, определении административных центров отдельных муниципальных образований Воронежской области».

## Население
| 2000 | 2005  | 2010 | 2012 | 2013 | 2014 | 2015 |
| ---- | ----- | ---- | ---- | ---- | ---- | ---- |
| 1192 | ↘1037 | ↘913 | ↘870 | ↘832 | ↘810 | ↘796 |
| 2016 | 2017  | 2018 |      |      |      |      |
| ↗801 | ↘790  | ↘774 |      |      |      |      |

## Состав сельского поселения
| № | Населённый пункт                        | Тип населённого пункта       | Население |
| - | --------------------------------------- | ---------------------------- | --------- |
| 1 | Богородицкое                            | посёлок                      | ↘35       |
| 2 | Дмитриевка                              | село, административный центр | ↘356      |
| 3 | Михайловка 2-я                          | село                         | ↘162      |
| 4 | Никольское 1-е                          | посёлок                      | ↗52       |
| 5 | Никольское 2-е                          | посёлок                      | ↘0        |
| 6 | Первомайского отделения конезавода № 11 | посёлок                      | ↗303      |
| 7 | Шарко-Бакумовка                         | посёлок                      | ↘5        |

## Известные люди
- Ковтун, Карп Иванович — родился в посёлке Шарко-Бакумовка, первый из уроженцев Воронежской области, удостоенный звания Герой Советского Союза.
- Бевз, Николай Сидорович — родился в посёлке Шарко-Бакумовка, Герой Советского Союза, доктор географических наук.
- Головин, Аким Филиппович — родился в селе Дмитриевка, инженер-металлург, Заслуженный деятель науки и техники РСФСР, Лауреат Сталинской премии II степени (1943).